# Дилан Брон
Дилан Брон (Кан, 19. јун 1995) је професионални фудбалер и репрезентативац Туниса. Игра на позицији одбрамбеног играча.

## Каријера
Поникао је у млађим категоријама фудбалског клуба Кан. У 2013. години дебитовао је за сениорски тим. У лето 2016. Дилан је прешао у Ниор. Дана 29. јула дебитовао је у утакмици против Ланса. 30. септембра у дуелу против Орлеана, Брон је постигао свој први гол за Ниор.
У лето 2017. потписао је уговор са белгијским Гентом. Износ трансфера био је 1 милион евра. Дебитовао је 6. августа у мечу против Антверпена. Дана 24. новембра у дуелу против Мускрона, Дилан је постигао свој први гол за Гент.

## Репрезентација
Дилан има тунишанске корене по мајци, па је одлучио да игра за репрезентацију Туниса. Дана 28. марта 2017. дебитовао је у пријатељском мечу против мароканске репрезентације.
На Светском првенству 2018. године, постигао је гол у другом колу против Белгије, Тунис је поражен на тој утакмици са 2:5.

### Голови за репрезентацију
Голови Брона у дресу са државним грбом
| #  | Датум         | Место  | Противник | Гол | Резултат | Такмичење               |
| -- | ------------- | ------ | --------- | --- | -------- | ----------------------- |
| 1. | 23. јун 2018. | Москва | Белгија   | 1:2 | 2:5      | Светско првенство 2018. |